# Fabão
José Fábio Alves Azevedo (ur. 15 czerwca 1976) – brazylijski piłkarz występujący na pozycji obrońcy.

## Kariera piłkarska
Od 1996 do 2012 roku występował w EC Bahia, CR Flamengo, Real Betis, Córdoba CF, Goiás EC, São Paulo, Kashima Antlers, Santos FC, Guarani FC, Henan Construction i Comercial.